# Martin Cattalini
Martin Peter Cattalini (Fremantle, Austràlia, 4 d'octubre de 1973) és un jugador de bàsquet australià. Amb 2.02 d'alçada juga en el lloc d'aler. Amb Austràlia ha disputat dos Jocs Olímpics: a Sydney 2000 i a Atenes 2004.

## Carrera esportiva
Va ser jugador de les categories inferiors dels Cockburn Cougars, debutant en la màxima categoria de la lliga australiana amb els Perth Wildcats l'any 1992. El 1995 fitxa pels Adelaide 36ers, on juga fins a arribar a la lliga espanyola l'any 2000, per fer-ho en el Caja San Fernando durant dues temporades. Juga als Adelaide 36ers passades aquestes dues temporades, i torna novament a l'ACB a l'estiu de 2004 fitxant pel Joventut de Badalona. En el mes de març de 2005 el club badaloní va arribar a un acord amb Cattalini per a la rescissió del contracte. L'aler australià, lesionat al genoll dret, va viatjar al seu país per ser intervingut quirúrgicament i solucionar el problema que arrossegava des del desembre. Va seguir jugant a la lliga australiana fins que es va retirar en acabar la temporada 2009-10.